# Westwood (Massachusetts)
Westwood é uma vila localizada no condado de Norfolk no estado estadounidense de Massachusetts. No Censo de 2010 tinha uma população de 14.618 habitantes e uma densidade populacional de 505,42 pessoas por km².

## Geografia
Westwood encontra-se localizado nas coordenadas 42° 13′ 11″ N, 71° 13′ 00″ O. Segundo o Departamento do Censo dos Estados Unidos, Westwood tem uma superfície total de 28.92 km², da qual 28.18 km² correspondem a terra firme e (2.56%) 0.74 km² é água.

## Demografia
Segundo o censo de 2010, tinha 14.618 pessoas residindo em Westwood. A densidade populacional era de 505,42 hab./km². Dos 14.618 habitantes, Westwood estava composto pelo 92.73% brancos, o 0.93% eram afroamericanos, o 0.03% eram amerindios, o 4.97% eram asiáticos, o 0% eram insulares do Pacífico, o 0.34% eram de outras raças e o 1.01% pertenciam a duas ou mais raças. Do total da população o 1.62% eram hispanos ou latinos de qualquer raça.